# São Sebastião do Rio Preto
São Sebastião do Rio Preto è un comune del Brasile nello Stato del Minas Gerais, parte della mesoregione Metropolitana di Belo Horizonte e della microregione di Conceição do Mato Dentro.